# Заболоття (Чернівецький район)
За́болоття (Забагна) — село в Україні, у Сторожинецькій міській громаді Чернівецькому районі Чернівецької області.

## Географія
Повз село протікає річка Білка. На півдні рівниста поверхня, ніж на півночі - горбиста. Межує з селами Нові Бросківці, Панка, Слобода-Комарівці, Бобівці.

## Історія
З 24 серпня 1991 року село входить до складу незалежної України.
17 липня 2020 року, в результаті адміністративно-територіальної реформи та ліквідації Сторожинецького району, село увійшло до складу Чернівецького району.

## Населення

### Мова
Розподіл населення за рідною мовою за даними перепису 2001 року:
| Мова       | Кількість | Відсоток |
| ---------- | --------- | -------- |
| українська | 722       | 99.45%   |
| румунська  | 4         | 0.55%    |
| Усього     | 726       | 100%     |

## Інфраструктура
У селі працює Новобросковецька ЗОШ 1-3 ступенів, знаходиться будинок культури, три магазини, один з яких міні-маркет, ферма, пилорама і база з виробництві фанери. Головні вулиці: вул. Буковинська і вул. Б. Хмельницького.

## Світлини

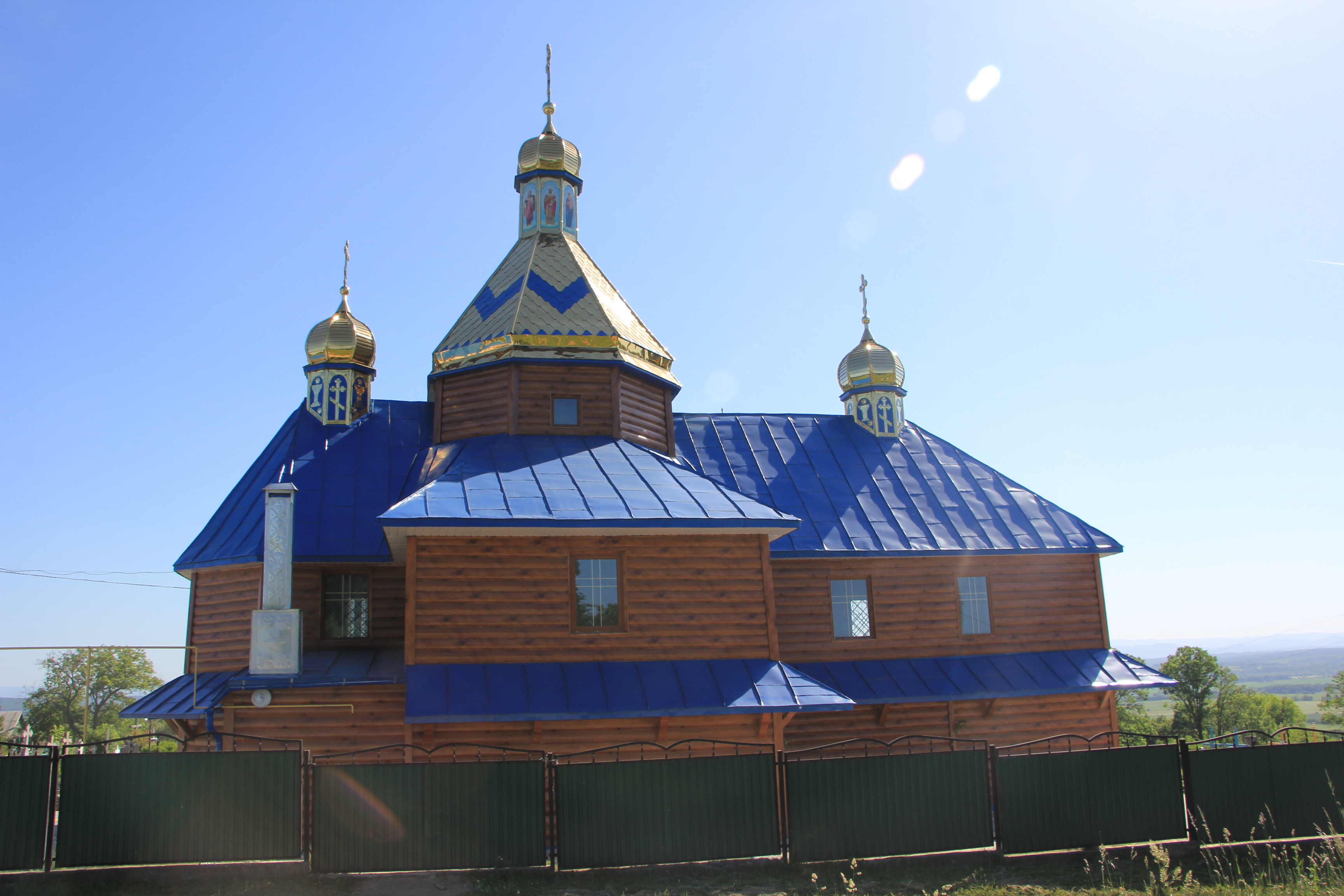
Дерев'яна церква Св. Пр. Іллі 1896 с. Заболоття
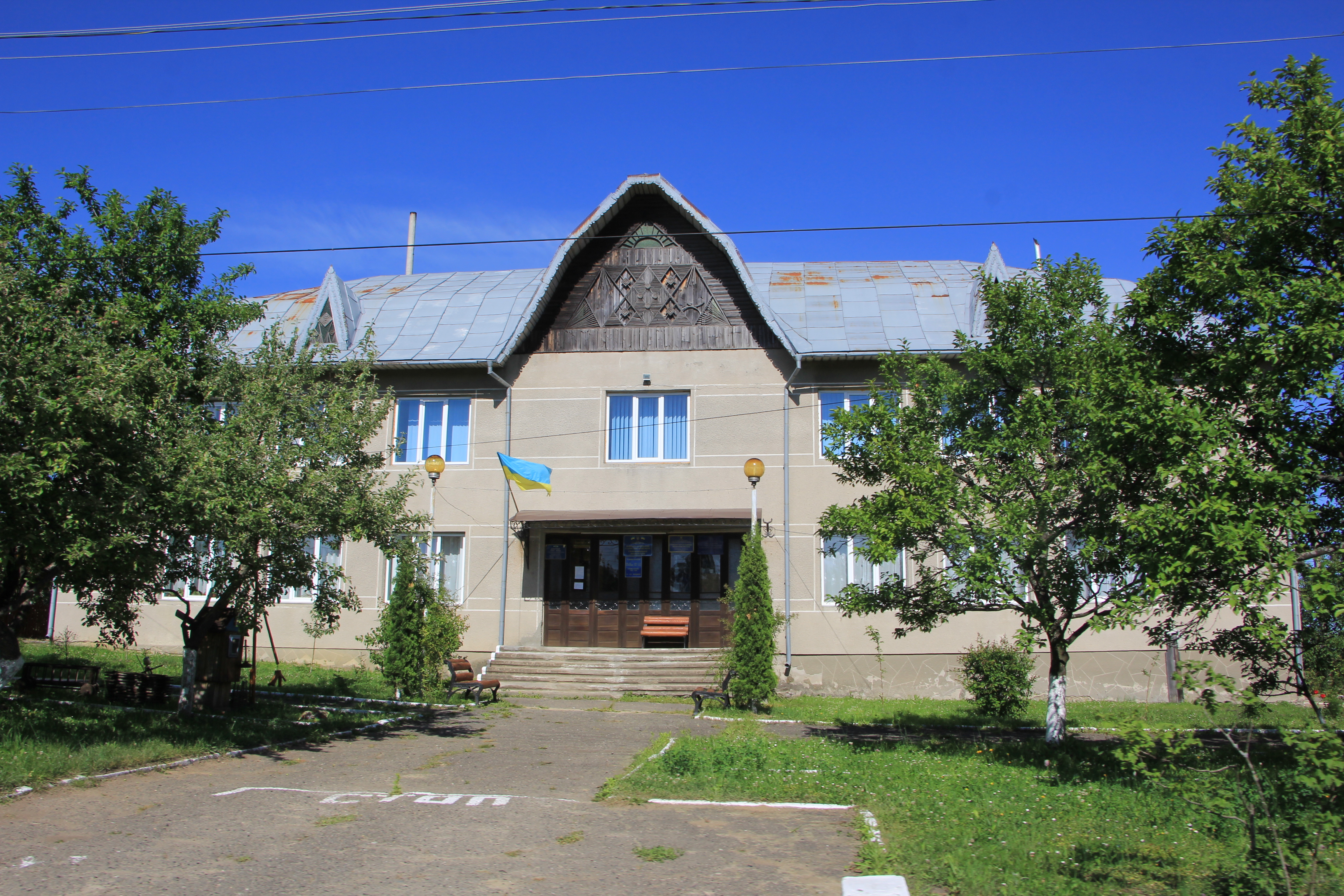
Сільська рада с. Заболоття